# Ammiopsis
Cet article court présente un sujet plus développé dans : Daucus aureus.
Ne doit pas être confondu avec Amiopsis.
Ammiopsis est un genre désuet de plantes à fleurs de la famille des Apiaceae. Il est décrit et nommé en 1856 par Pierre Edmond Boissier, dans (la) Diagnoses Plantarum Orientalium novarum. Lipsiae [Leipzig] (lire en ligne). Il ne comprend que deux espèces, Ammiopsis aristidis Coss. ex Batt. et Ammiopsis daucoides Boiss. ; ce sont deux synonymes de Daucus aureus Desf.